# Leptadeniinae
Leptadeniinae là danh pháp khoa học của một phân tông thực vật có hoa trong tông Ceropegieae thuộc phân họ Asclepiadoideae của họ Apocynaceae. Các loài trong phân tông này phân bố ở châu Á và châu Phi.

## Phân loại
Phân tông này gồm 4 chi và 16 loài như sau:
- Conomitra: 1 loài (Conomitra linearis). Phân bố: Châu Phi nhiệt đới, từ Niger tới nam Ethiopia và bắc Kenya.
- Leptadenia: 5 loài. Phân bố: Châu Phi và châu Á từ bán đảo Ả Rập tới Ấn Độ và Myanmar.
- Orthanthera: 6 loài. Phân bố: 5 loài tại tây nam châu Phi, 1 loài (Orthanthera viminea) tại châu Á (Ấn Độ).
- Pentasachme: 4 loài ngũ giác, thạch la ma. Phân bố: Tiểu lục địa Ấn Độ, Đông Nam Á đại lục và Trung Quốc.

## Phát sinh chủng loài
Cây phát sinh chủng loài trong phạm vi phân tông Leptadeniinae dưới đây dựa theo Meve và ctv. (2017).
|  | Conomitra                                                  |
|  |                                                            |
|  | \| \| Leptadenia \| \| \| \| \| \| Orthanthera \| \| \| \| |
|  |                                                            |
|  | Leptadenia                                                 |
|  |                                                            |
|  | Orthanthera                                                |
|  |                                                            |

|  | Leptadenia  |
|  |             |
|  | Orthanthera |
|  |             |

|  | Conomitra                                                  |
|  |                                                            |
|  | \| \| Leptadenia \| \| \| \| \| \| Orthanthera \| \| \| \| |
|  |                                                            |
|  | Leptadenia                                                 |
|  |                                                            |
|  | Orthanthera                                                |
|  |                                                            |

|  | Leptadenia  |
|  |             |
|  | Orthanthera |
|  |             |